# Albert Jacob Steinfeldt
Albert Jacob Steinfeldt (Vorname auch: Jakob, Nachname auch: Steinfeld; * 4. Juni 1741 in Hamburg; † 16. Juli 1815 in Bergedorf) war deutscher Pianist, Organist und Komponist.

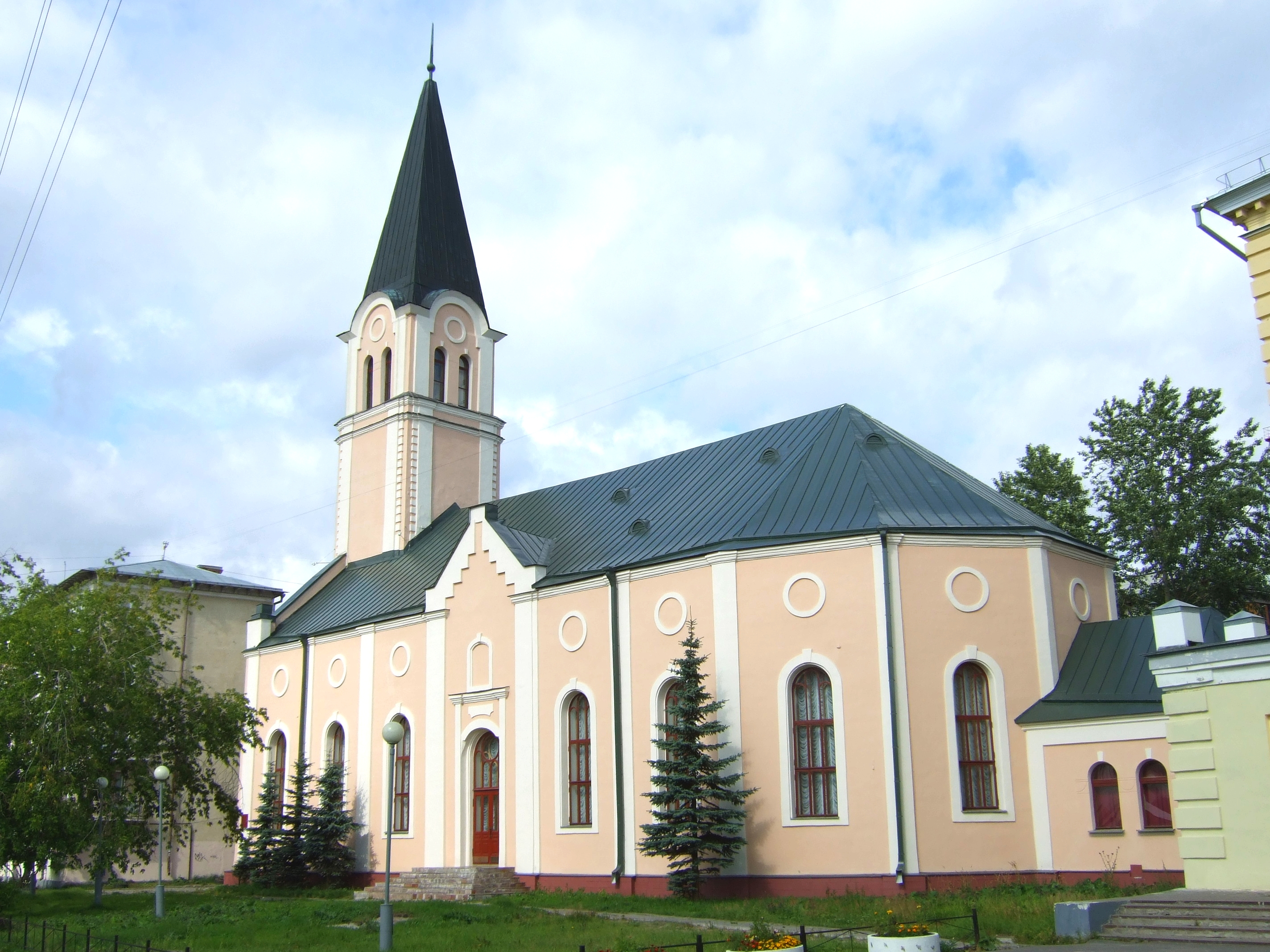
Katharinenkirche in Archangelsk

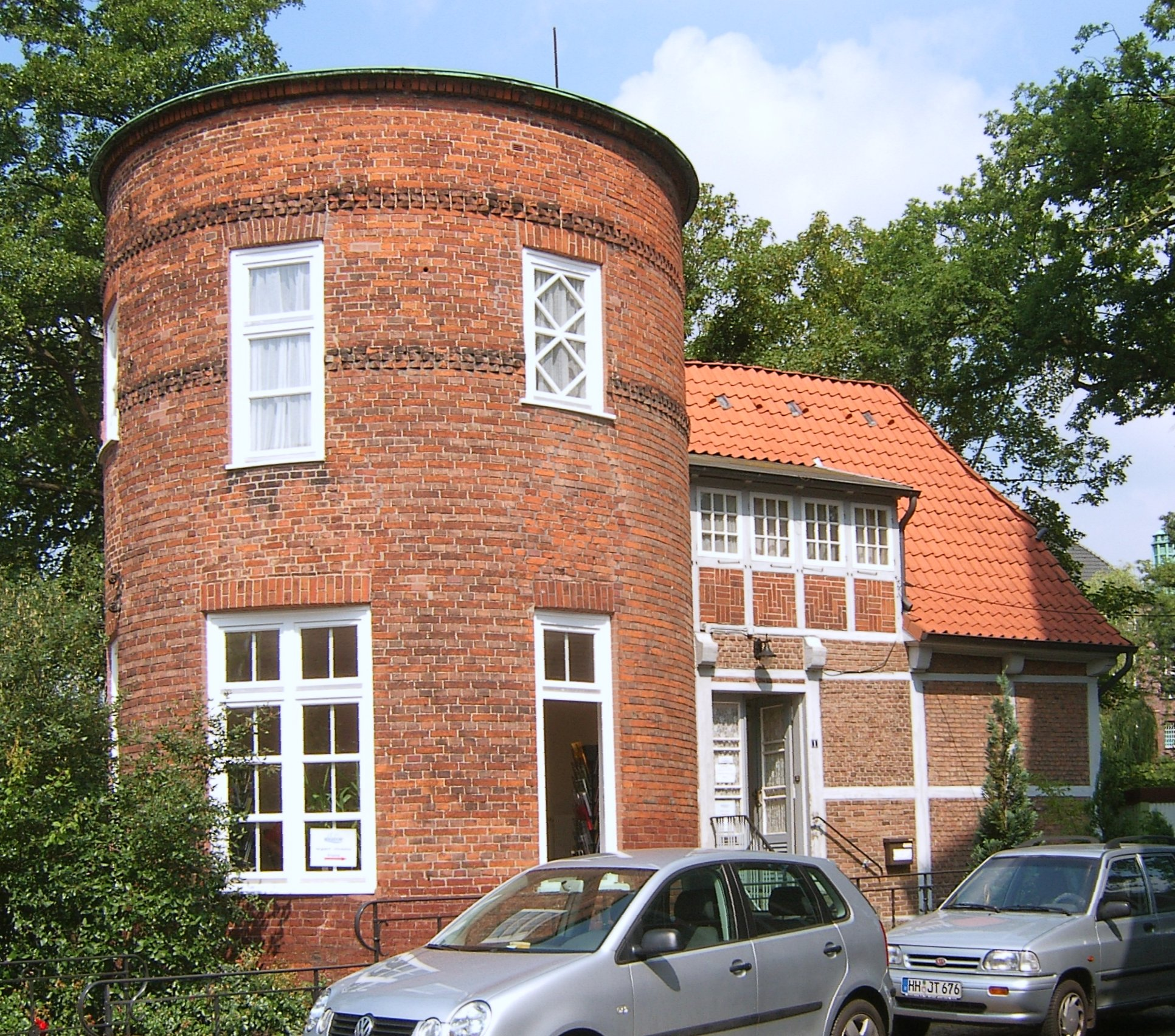
Organistenhaus (Hasse-Haus) in Bergedorf

## Leben
Albert Jacob Steinfeldt wirkte von 1765 bis 1768 als Organist an der lutherischen Katharinenkirche in Archangelsk, nach einem Jahr Aufenthalt in Sankt Petersburg kehrte er 1770 zurück nach Hamburg. Dort wurde er 1776 als Nachfolger des verstorbenen Johann Peter Hasse, des jüngeren Bruders von Johann Adolph Hasse, zum Organisten an der Kirche St. Petri und Pauli in Bergedorf gewählt. Sein Sohn Jacob Steinfeldt (ebenfalls ein Musiker) war zusammen mit Friedrich Wilhelm Grund Gründer der Hamburger Singakademie.
Der Organist an der Hamburger Domkirche und der Hauptkirche Sankt Katharinen, Amandus Eberhard Rodatz, zählt zu Steinfeldts Schülern.

## Werke
Von Steinfeldts etwa 50 Kompositionen sind nur wenige veröffentlicht worden. Überliefert sind:
- Sechs Flötensonaten mit Continuo, op. 1. 1784
- Sechs Flötensolos, op. 10. 1784
- Drey Sonatinen fürs Clavier. Lübeck 1788
- Drey Sonaten fürs Clavier. Lübeck 1788
- Sammlung moralischer Oden und Lieder zum Singen bey dem Klaviere. 1788
- Ein Liedlein der Liebe des würdigen Braut-Paars Herrn Behls und der Demoiselle Illert, auf Ihrem Hochzeitstage gesungen nach der Melodie: Laßt uns Kränze winden, in Musik gesetzt von Herrn Steinfeld. Hamburg, den 5. Juni 1794
- Duos für Flöten, op. 4. Hamburg 1797
- Sechs Rondos faciles p. le Clav., op. 5. Hamburg 1797
- Zwölf Lieder mit Andante und Variationen á quatre mains. Hamburg 1797
- Sechs Quartette für zwei Klarinetten und zwei Hörner, op. 20. 1802